# Matias Strandvall
Matias Strandvall (* 15. März 1985 in Helsinki) ist ein ehemaliger finnischer Skilangläufer.

## Leben
Der Finnlandschwede ist im zweisprachigen Ort Gerby in der Stadt Vasa (finnisch Vaasa) on Ostbottnien aufgewachsen. In seiner Familie gibt es mehrere Sportler. So ist sein jüngerer Bruder Sebastian Strandvall ein national bekannter Fußballer aus der Veikkausliiga, der sogar ein Spiel mit der Nationalmannschaft bestritten hat.

## Sportlicher Werdegang
Im Januar 2004 startete Strandvall erstmals im Continental Cup. In Valkeakoski belegte er jedoch nur den 95. Platz über 10 Kilometer Freistil. Seinen ersten Einsatz im Skilanglauf-Weltcup hatte er in der darauf folgenden Saison 2004/05 in Kuusamo. Über die Distanz von 15 Kilometern klassisch belegte er jedoch den 98. und somit letzten Platz im Teilnehmerfeld. In Lahti scheiterte er als 49. in der Qualifikation des Sprintwettbewerbs. Bei den Juniorenweltmeisterschaften 2005 in Rovaniemi erreichte er den Finallauf und überzeugte mit dem fünften Platz. Strandvalls bestes Resultat bei den U23-Weltmeisterschaften 2006 in Kranj war der 26. Platz über 15 Kilometer klassisch. Seine ersten Weltcuppunkte sicherte er sich beim Weltcup in Changchun, wo er das Viertelfinale im Sprintwettbewerb erreichte und den 18. Platz belegen konnte. Ein Überraschungserfolg gelang ihm bei den Nordischen Skiweltmeisterschaften 2007 in Sapporo, als er das Halbfinale im Sprintwettbewerb erreichte und den neunten Platz erkämpfen konnte. Bei den U23-Weltmeisterschaften qualifizierte er sich erneut für das Finale und sicherte sich die Bronzemedaille im Sprintwettbewerb. Zum Abschluss der Saison ersprintete er sein erstes Top-Ten-Resultat im Weltcup. In Stockholm gewann er das B-Finale und belegte somit den siebten Platz. Diese Resultate bestätigte er auch in der Saison 2007/08, als er regelmäßig die Viertelfinals erreichen konnte. Im kanadischen Canmore (Alberta) sicherte er sich mit Platz drei erstmals einen Platz auf dem Podest eines Weltcupwettbewerbs. Dies war zugleich seine einzige Podestplatzierung im Weltcup. Bei den U23-Weltmeisterschaften in Mals schied er jedoch schon im Halbfinale aus und belegte am Ende den neunten Platz. Am Ende seiner bis dahin besten Saison wurde er 39. im Gesamtweltcup und Zwölfter in der Gesamtwertung der Sprintwettbewerbe. Nach mäßigen Resultaten in der Saison 2008/09 qualifizierte sich Strandvall für das Viertelfinale bei den Nordischen Skiweltmeisterschaften 2009 in Liberec und belegte den 24. Rang. Zu Beginn der Saison 2009/10 knüpfte er wieder an die guten Resultate aus dem Jahr 2007 an und belegte in Davos den vierten Platz im Finale des Sprintwettbewerbs. Dies blieb seine einzige Top-Zehn-Platzierung in der Saison und belegte in Vancouver bei seiner einzigen Teilnahme an Olympischen Winterspielen den 37. Platz im Sprint. In den folgenden Jahren kam er bei den Nordischen Skiweltmeisterschaften 2011 in Oslo auf den 20. Platz im Sprint, bei den Nordischen Skiweltmeisterschaften 2013 im Val di Fiemme auf den 17. Platz im Sprint sowie zusammen mit Anssi Pentsinen auf den 16. Rang im Teamsprint und bei den Nordischen Skiweltmeisterschaften 2015 in Falun sowie bei den Nordischen Skiweltmeisterschaften 2017 in Lahti jeweils auf den 26. Platz im Sprint. Zudem erreichte er in der Saison 2010/11 mit drei Top-Zehn-Platzierungen sowie den 43. Platz beim Weltcup-Finale den 16. Platz im Sprint-Weltcup und in der Saison 2011/12 mit vier Top-Zehn-Platzierungen sowie den 40. Rang beim Weltcup-Finale den 18. Platz im Sprint-Weltcup. In den Jahren 2009, 2013 und 2015 wurde er finnischer Meister im Sprint. Letztmals im Weltcup startete er im Januar 2018 in Seefeld in Tirol, wobei er den 85. Platz im Sprint errang.

## Teilnahmen an Weltmeisterschaften und Olympischen Winterspielen

### Olympische Spiele
- 2010 Vancouver: 37. Platz Sprint klassisch

### Nordische Skiweltmeisterschaften
- 2007 Sapporo: 7. Platz Sprint klassisch
- 2009 Liberec: 24. Platz Sprint Freistil
- 2011 Oslo: 20. Platz Sprint Freistil
- 2013 Val di Fiemme: 16. Platz Teamsprint Freistil, 17. Platz Sprint klassisch
- 2015 Falun: 26. Platz Sprint klassisch
- 2017 Lahti: 26. Platz Sprint Freistil

## Platzierungen im Weltcup

### Weltcup-Statistik
Die Tabelle zeigt die erreichten Platzierungen im Einzelnen.
- 1.–3. Platz: Anzahl der Podiumsplatzierungen
- Top 10: Anzahl der Platzierungen unter den ersten zehn
- Punkteränge: Anzahl der Platzierungen innerhalb der Punkteränge
- Starts: Anzahl gelaufener Rennen in der jeweiligen Disziplin
- Hinweis: Bei den Distanzrennen erfolgt die Einordnung gemäß FIS.

| Platzierung         | Distanzrennen a | Distanzrennen a | Distanzrennen a | Distanzrennen a | Distanzrennen a | Skiathlon Verfolgung | Sprint | Etappen- rennen b | Gesamt | Team c | Team c  |
| Platzierung         | ≤ 5 km          | ≤ 10 km         | ≤ 15 km         | ≤ 30 km         | > 30 km         | Skiathlon Verfolgung | Sprint | Etappen- rennen b | Gesamt | Sprint | Staffel |
| ------------------- | --------------- | --------------- | --------------- | --------------- | --------------- | -------------------- | ------ | ----------------- | ------ | ------ | ------- |
| 1. Platz            |                 |                 |                 |                 |                 |                      |        |                   |        |        |         |
| 2. Platz            |                 |                 |                 |                 |                 |                      |        |                   |        |        |         |
| 3. Platz            |                 |                 |                 |                 |                 |                      | 1      |                   | 1      |        |         |
| Top 10              |                 |                 |                 |                 |                 |                      | 15     |                   | 15     | 5      |         |
| Punkteränge         |                 |                 |                 |                 |                 |                      | 63     |                   | 63     | 13     | 3       |
| Starts              | 3               | 6               | 14              |                 |                 | 7                    | 87     | 4                 | 121    | 13     | 3       |
| Stand: Karriereende |                 |                 |                 |                 |                 |                      |        |                   |        |        |         |

### Weltcup-Gesamtplatzierungen
| Saison  | Gesamt | Gesamt | Sprint | Sprint |
| Saison  | Punkte | Platz  | Punkte | Platz  |
| ------- | ------ | ------ | ------ | ------ |
| 2005/06 | 13     | 128.   | 13     | 54.    |
| 2006/07 | 51     | 68.    | 51     | 33.    |
| 2007/08 | 189    | 39.    | 189    | 12.    |
| 2008/09 | 42     | 90.    | 42     | 47.    |
| 2009/10 | 114    | 62.    | 114    | 21.    |
| 2010/11 | 151    | 46.    | 151    | 16.    |
| 2011/12 | 182    | 50.    | 182    | 18.    |
| 2012/13 | 34     | 101.   | 34     | 52.    |
| 2013/14 | 94     | 62.    | 94     | 24.    |
| 2014/15 | 83     | 69.    | 83     | 29.    |
| 2015/16 | 100    | 59.    | 100    | 26.    |
| 2016/17 | 45     | 89.    | 45     | 39.    |
| 2017/18 | 13     | 117.   | 13     | 65.    |